# Corewell Health
Corewell Health es un sistema de salud sin fines de lucro ubicado en el estado de Michigan en los Estados Unidos. Se formó como resultado de la fusión entre Beaumont Health de Metro Detroit y Spectrum Health de Grand Rapids en 2022. Actualmente, Corewell Health es el sistema de atención médica más grande de Michigan, en función de sus admisiones de pacientes hospitalizados y sus ingresos netos por pacientes. La organización tiene su sede en Grand Rapids y emplea a más de 60.000 personas.

## Historia

### Espectro de salud
Spectrum Health se incorporó formalmente el 19 de septiembre de 1997, después de una batalla legal, combinando Butterworth Health System y Blodgett Memorial Medical Center, convirtiéndose en la organización de atención médica más grande del oeste de Michigan. En octubre de 2018, Spectrum cerró una fusión con Lakeland Health, un sistema de salud en el suroeste de Michigan que consta de 3 hospitales, 450 proveedores y 4.000 empleados. Spectrum Health Lakeland operará como una subsidiaria de propiedad absoluta de Spectrum Health y tendrá dos juntas directivas únicas.

### Beaumont
Las obras preliminares para el "Oakland Hospital" comenzaron en 1953, pero debido a un error en la entrega y para diferenciarse aún más del cercano Oakwood Hospital, el nombre del nuevo hospital se cambió a William Beaumont Hospital. Las puertas se abrieron oficialmente el 24 de enero de 1955 con 238 camas en Royal Oak, Michigan. Más tarde, el sistema de salud en general y la Facultad de Medicina William Beaumont de la Universidad de Oakland llevan el nombre de William Beaumont, un cirujano del ejército de los EE. UU. que se hizo conocido como el "padre de la fisiología gástrica" después que sus investigaciones sobre la digestión humana comenzaran en Fort Mackinac en la isla Mackinac, Michigan.
El Hospital General de Botsford abrió sus puertas en 1965 con 200 camas junto al histórico Botsford Inn, una antigua parada de diligencias en Grand River en Farmington Hills. El hospital inició sus operaciones como una expansión del Hospital Clínico Zieger en Detroit, inaugurado por el Dr. Allen Zieger en 1944.
El 1 de octubre de 2007, Beaumont adquirió el Hospital Bon Secours en Grosse Pointe y renombró la instalación como Beaumont Hospital Grosse Pointe.[6] En marzo de 2014, Beaumont Health System, junto con Botsford Health Care y Oakwood Healthcare, firmaron una carta de intención para fusionar sus operaciones.

En 2020, Beaumont y Advocate Aurora Health, un sistema de salud en Illinois y Wisconsin, anunciaron planes para fusionarse.Estos planes se cancelaron en octubre de 2020, en parte porque los médicos, legisladores, personal y donantes estaban preocupados de que perjudicaran la atención al paciente.

### Fusión y creación de Corewell
En junio de 2021, Beaumont anunció planes para fusionarse con Spectrum Health. Tras la aprobación del gobierno federal de los Estados Unidos, ambos sistemas anunciaron que su fusión entraría en vigor el 1 de febrero de 2022. El sistema combinado se denominó temporalmente BHSH Health. Anunciaron su nombre permanente, Corewell Health, más tarde ese mismo año. La directora ejecutiva de Spectrum Health, Tina Freese Decker, se convirtió en la directora ejecutiva de la organización combinada en febrero de 2022.  La organización combinada tiene su sede en Grand Rapids, aunque la sede de Beaumont en Southfield permanece abierta como oficina en el área de Detroit. 

## Ubicaciones y filiales

### Sede
La sede de Corewell Health se encuentra en 100 Michigan St NE en Grand Rapids Medical Mile. En 2019, Spectrum anunció que centralizaría su personal, con un total de 1.200 personas, en un solo edificio en el centro de Grand Rapids.  Los planos preveían que tuviera ocho pisos.  La organización planeaba gastar 100 millones de dólares. La Autoridad de Desarrollo del Centro (DDA) de Grand Rapids aprobó el plan de Spectrum en octubre de 2021. Tras la fusión con Beaumont, la sede de Corewell estaría ubicada en las nuevas instalaciones. 

## Controversia

### Dobbs contra Jackson
Horas después de la decisión de la Corte Suprema en Dobbs v. Jackson Women's Health Organization en 24 de junio de 2022, Corewell Health anunció que la mayoría de los servicios de aborto ya no se ofrecerían en las instalaciones del sistema, a pesar de las órdenes judiciales que mantenían legal el procedimiento en Michigan.  Después de experimentar la presión pública, que incluyó llamados a boicotear el sistema, Corewell volvió a su política anterior, proporcionando abortos cuando se consideraba médicamente necesario. 